# Pachyphytum kimnachii
Pachyphytum kimnachii är en fetbladsväxtart som beskrevs av Reid Venable Moran. Pachyphytum kimnachii ingår i släktet Pachyphytum och familjen fetbladsväxter. Inga underarter finns listade i Catalogue of Life.

## Bildgalleri

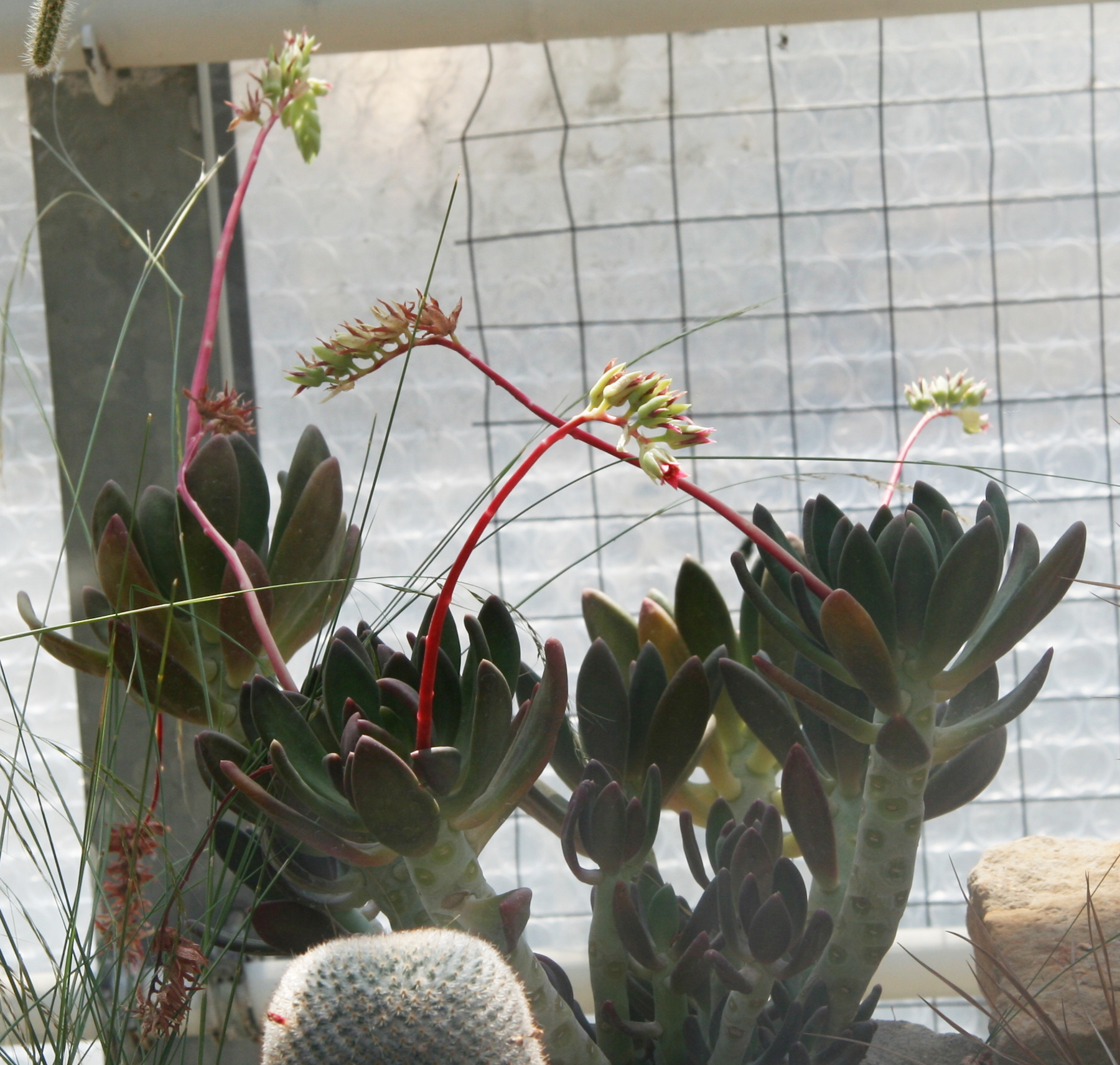
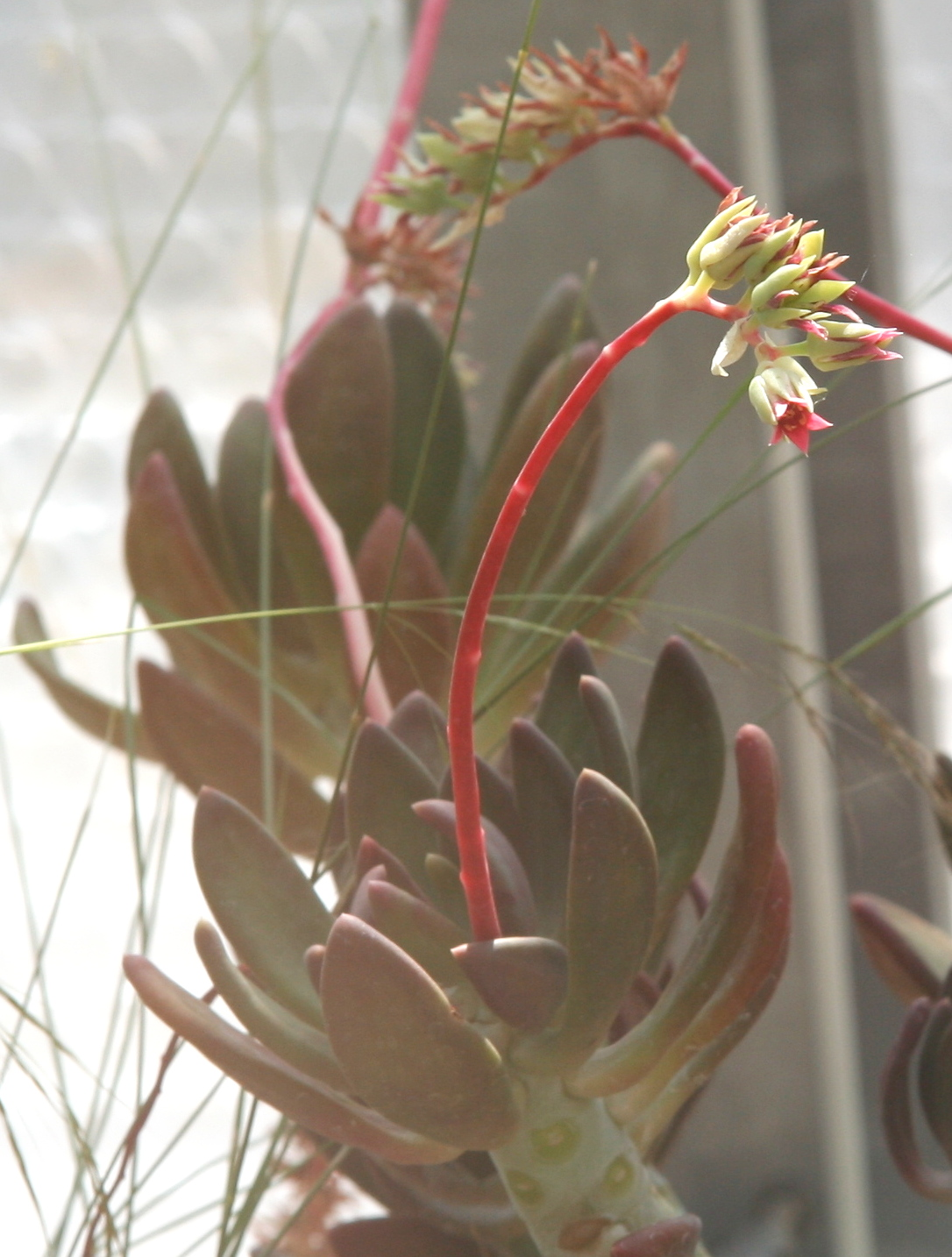